# Jacob Italiano
Jacob Italiano (Perth, 30 de julio de 2001) es un futbolista australiano. Juega de centrocampista y su equipo es el Grazer AK de la Bundesliga de Austria.

## Trayectoria
El 13 de enero de 2018 fue transferido al Borussia Mönchengladbach alemán, para formar parte de su segundo equipo.

## Selección nacional
Italiano es internacional en categorías inferiores por Australia. Formó parte del plantel que ganó el Campeonato Sub-16 de la AFF de 2016 y del tercer lugar en el Campeonato Sub-23 de la AFC 2020.

## Clubes
| Club                        | País      | Año       |
| --------------------------- | --------- | --------- |
| FFA Centre of Excellence    | Australia | 2016-2017 |
| Perth Glory F. C.           | Australia | 2017-2019 |
| Borussia Mönchengladbach II | Alemania  | 2019-2024 |
| Grazer AK                   | Austria   | 2024-     |